# Собор Пресвятої Діви Марії Благодаті (Белен)

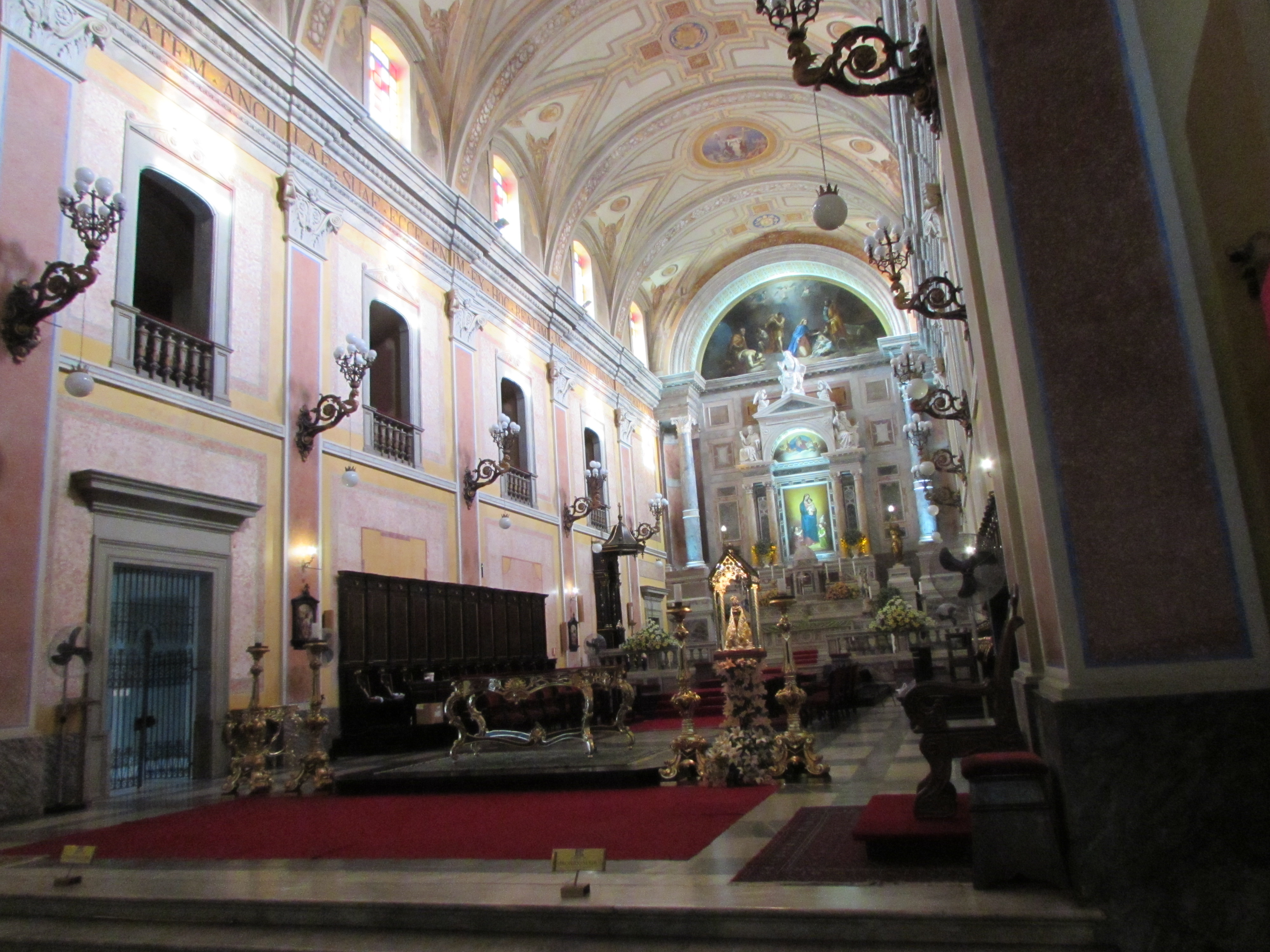
Вівтарна частина собору

Собор Пресвятої Діви Марії Благодати (порт. Catedral Nossa Senhora das Graças) - католицький храм у місті Белен, Бразилія. Знаходиться у старій частині міста. Кафедральний собор архієпархії Белен-до-Пара. Національна пам'ятка (ID 234).

## Історія
Перший тимчасовий католицький храм у Белені збудований усередині фортеці Forte do Presépio і освячений на честь Пресвятої Діви Марії Благодаті.
У 1719 засновано єпархію Пари і цей храм став першим кафедральним собором у Белені.
У 1748 на місці першого храму розпочалося будівництво сучасного собору. Будівельні роботи тривали із тривалими перервами.
У 1753 в Белен прибув італійський архітектор Джузеппе Антоніо Ланді, який почав будувати храм за своїм проектом у змішаному стилі бароко-рококо. Джузеппе Ланді закінчив фасад церкви та збудував дві вежі.
Будівництво храму закінчилося в 1872.
У 1882 вівтарну частину собору значно перебудовано за ініціативою єпископа Антоніу де Маседу Коста. На місці первісного вівтаря в стилі рококо, створеного Джузеппе Ланді, було встановлено привезений з Італії вівтар скульпторів Доменіко де Анджеліс та Джузеппе Капранезі. (Domenico de Angelis, Giusepe Capranesi). У цьому ж році встановлено орган, який став одним із найбільших у Латинській Америці того часу.
У 1906 єпархія Пари перетворена на архієпархію і храм став кафедральним собором Белена.